# Louis-Philippe Dalembert
Louis-Philippe Dalembert (né en décembre 1962 à Port-au-Prince, Haïti) est un écrivain d'expression française et créole. Il est prix Goncourt de la poésie en 2024.

## Biographie
Louis Philippe Dalembert Fils d'une institutrice et d'un directeur d'école, il est né à Port-au-Prince en décembre 1962. Le décès de son père, quelques mois après sa naissance, a des conséquences dramatiques sur la situation matérielle de la famille, obligée de déménager. Les premières années de son enfance, il grandit ainsi au Bel-Air, un quartier populaire de la capitale, dans un univers entouré de femmes : les cousines de sa mère, qui s'absente la semaine pour enseigner en province, sa sœur aînée, ses grand-tantes et sa grand-mère maternelle. Cette dernière mène son petit monde à la baguette, dans un Port-au-Prince que dirige d'une poigne de fer François Duvalier. À l'âge de six ans, il connaît la première grande séparation de sa vie : la famille laisse le quartier pour s'installer ailleurs. Il en tirera plus tard un roman intitulé Le crayon du bon Dieu n'a pas de gomme, trace d'une enfance très religieuse placée sous le signe du sabbat.
De formation littéraire et journalistique, Dalembert est diplômé de l'École normale supérieure de Port-au-Prince. Il travaille parallèlement comme journaliste dans son pays natal avant de partir en 1986 en France poursuivre des études qu'il achève àl'université Sorbonne-Nouvelle par un doctorat en littérature comparée sur l'écrivain cubain Alejo Carpentier, et un diplôme de journalisme à l'École supérieure de journalisme de Paris.
Louis-Philippe Dalembert a enseigné dans plusieurs universités aux États-Unis et en Europe : Université Wisconsin-Milwaukee, Scripps College (États-Unis), Freie Universität (Berlin, Allemagne), Bern Universität, École polytechnique fédérale de Zurich (Suisse) et Sciences Po Paris, en tant que titulaire de la Chaire d'écrivain en résidence (2021).
Depuis son premier départ d'Haïti, ce polyglotte a vécu tour à tour à Nancy, Paris, Rome, Jérusalem, Berlin, Milwaukee, etc. Les traces de ce vagabondage sont visibles dans son œuvre qui met souvent en dialogue deux, voire plusieurs lieux, et parfois aussi deux temps. Il vit aujourd'hui entre Paris, Port-au-Prince, l'Italie et ailleurs.
Plusieurs de ses romans s'appuient sur des faits dramatiques de l'actualité, par exemple Mur Méditerranée sur le sauvetage en mer de dizaines de réfugiés par un pétrolier, et Milwaukee Blues sur les meurtres de deux Afro-Américains par des policiers blancs, Eric Garner en 2014, à New York, et George Floyd en 2020, à Minneapolis.
Une des voix majeures de la littérature caribéenne. Ses romans se font l'écho d'une vie vagabonde qu'a mené cet Haïtien à Paris, Rome, Jérusalem, Kinshasa.
Son œuvre est traduite en une dizaine de langue, dont l'anglais, l'allemand, l'espagnol, l'italien, le portugais, le grec, le danois, le serbe...
Le prix Goncourt de la poésie lui est attribué en 2024.

## Œuvres

### Romans
- Le crayon du bon Dieu n'a pas de gomme, Éditions Stock, 1996 ; rééd., Le Serpent à Plumes, coll. « Motifs » no 217, 2004 ; rééd., Port-au-Prince, Éditions des Presses nationales, 2006
- L'Autre Face de la mer, éditions Stock, 1998 ; rééd. Le Serpent à Plumes, coll. « Motifs » no 225, 2005 ; rééd., Port-au-Prince, Éditions des Presses nationales, 2007 ; rééd., Alger, Apic, 2009 ; rééd., Port-au-Prince, C3 Éditions, 2014[4]
- L'Île du bout des rêves, Paris, Bibliophane/Daniel Radford, 2003 ; rééd. Le Serpent à Plumes, coll. « Motifs » no 295, 2007
- Rue du Faubourg Saint-Denis, Paris/Monaco, éditions du Rocher, 2005
- Les dieux voyagent la nuit, éditions du Rocher, 2006 ; rééd., Port-au-Prince, C3 Éditions, 2014
- Noires Blessures, Mercure de France, 2011
- Ballade d'un amour inachevé, Mercure de France, 2013 ; rééd., Port-au-Prince, C3 Éditions, 2014
- Avant que les ombres s'effacent, Paris, Sabine Wespieser éditeur, 2017 ; rééd. coll. « Points » no P4770, éditions du Seuil, 2018.
- Mur Méditerranée, Sabine Wespieser éditeur, 2019  (ISBN 978-2848053288) ; rééd. « Points », 2020.
- Milwaukee Blues, Sabine Wespieser éditeur, 2021  (ISBN 978-2-84805-413-1) 288 p.[2] ; rééd. « Points », 2022.
- Une histoire romaine, Sabine Wespieser éditeur, 2023  (ISBN 978-2-84805-490-2) 256 p.
- Les Bas- Fonds de la mémoire, Port-au-prince, Les presses de l'imprimeur S. A, 2012, 153 p, roman en langue créole
- Epi oun jou konsa tèt Pastè Bab pati, Port-au-Prince, Éditions des Presses nationales, 2007

### Recueils de nouvelles
- Le Songe d'une photo d'enfance, Paris, Le Serpent à Plumes, 1993 ; réédition, Paris, Le Serpent à Plumes, coll. « Motifs » no 240, 2005
- Histoires d'amour impossibles... ou presque, Paris/Monaco, éditions du Rocher, 2007

### Récit
- Vodou ! Un tambour pour les anges, récit, en collaboration avec David Damoison (photos) et Laënnec Hurbon (préface), Paris, Autrement, 2003

### Document
- Le Roman de Cuba, Monaco, Éditions du Rocher, 2009

### Essai
- Haïti, une traversée littéraire, en collaboration avec Lyonel Trouillot, Paris, Éditions Philippe Rey/Culturesfrance, 2010
- Passage/S, en collaboration avec Do-ho Suh, Genève, Éditions Take5, 2022

### Poésie
- Évangile pour les miens, Port-au-Prince, Choucoune, 1982
- Et le soleil se souvient (suivi de) Pages cendres et palmes d'aube, Paris, L'Harmattan, 1989
- Du temps et d'autres nostalgies, Rome, Les Cahiers de la Villa Médicis, no 9.1 (24-38), 1995
- Ces îles de plein sel, La Chaux-de-Fonds : Vwa  no 24 (151-171), 1996
- Ces îles de plein sel et autres poèmes, Paris, Silex/Nouvelles du Sud, 2000
- Dieci poesie (Errance), Pordenone, Quaderni di via Montereale, 2000
- Poème pour accompagner l'absence, Paris, Agotem, no 2, Obsidiane, 2005 ; réédition, Montréal, Mémoire d'Encrier, 2005
- Transhumances, Paris, Riveneuve éditions, 2010
- En marche sur la terre, Paris, Éditions Bruno Doucey, 2017
- Cantique du balbutiement, Paris, Éditions Bruno Doucey, 2020
- Ces îles de plein sel et autres recueils, Éditions Points Poésie, 2021

### Livres audio
- Mur Méditerranée, lu par Pauline Huruguen, Paris, Editions Thélème, 2020
- Milwaukee Blues, lu par Lara Suyeux, Paris, Gallimard Audio, coll. « Écoutez lire », 2022

## Travaux universitaire
- «La Représentation du vaudou dans l’oeuvre de René Depestre». Mémoire de maîtrise en Littérature Générale et Comparée sous la direction du Prof. Daniel-Henri Pageaux; Université Paris III – Sorbonne Nouvelle: 1988.
- «Lo real maravilloso et le réalisme merveilleux». Mémoire de DEA en Littérature Générale et Comparée sous la direction du Prof. Daniel-Henri Pageaux; Université Paris III – Sorbonne Nouvelle: 1989.
- «La représentation de l’Autre: le Noir dans l’oeuvre de Alejo Carpentier». Thèse de Doctorat de Troisième cycle en Littérature Générale et Comparée sous la direction du Prof. Daniel-Henri Pageaux; Université Paris III – Sorbonne Nouvelle: 1996.

## Prix et distinctions

### Prix littéraires
- Grand Prix de poésie de la ville d'Angers, 1987
- Pensionnaire de la villa Médicis à Rome, 1994-1995
- Bourse Unesco-Aschberg : résidence d'écriture à Mishkenot Sha'ananim, Jérusalem, 1997
- L'Autre Face de la mer : Prix RFO du livre 1999 ; Bourse Poncetton de la Société des gens de lettres 1999
- Prix Casa de las Américas pour le roman Les dieux voyagent la nuit, Cuba, 2008
- Berliner Künstlerprogramm des DAAD, Berlin, 2010-2011
- Prix spécial « Ville de Limoges » 2011 pour le roman Noires blessures
- Meilleur essai 2011, Trophées des arts afro-caribéens pour Haïti, une traversée littéraire
- Ballade d'un amour inachevé : Prix Thyde-Monnier 2013 de la Société des gens de lettres ; Prix du jury de l'Algue d'or 2014
- Avant que les ombres s'effacent : Prix Orange du Livre 2017[5] ; Prix France Bleu/Page des libraires ; Prix littéraire de Cenon, Prix du Jury 2018 ; Finaliste du grand prix du roman de l'Académie française 2017 : Finaliste du prix Médicis 2017 ;
- Prix Résidence d'auteur de la Fondation des Treilles 2018
- Mur Méditerranée : Prix de la langue française 2019[6] ; Choix Goncourt de la Pologne 2019[7] ; Choix Goncourt de la Suisse 2019[8] ; Prix littéraire des Grands Espaces - Maurice Dousset 2020 ; Prix Michel Reybier ; Finaliste du Prix Goncourt des lycéens
- Prix François-Coppée 2021 de l'Académie française pour Cantique du balbutiement
- Milwaukee Blues : Prix Patrimoines-BPE 2021 ; Prix Juledmond ; Prix des Lecteurs des écrivains du Sud ; Choix Goncourt de la Belgique 2022 ; Choix Goncourt de l'Espagne 2022 ; Finaliste du Prix Goncourt 2021 ; Finaliste du Prix FNACc 2021
- Prix Goncourt de la poésie 2024 pour l'ensemble de son œuvre[3].

### Décorations
- Chevalier de l'ordre des Arts et des Lettres (2010)

## Direction d'ouvrages
- I Caraibi prima di Cristoforo Colombo: la Cultura del popolo Taíno (en collaboration avec Carlo Nobili e Daniela Zanin), Rome, Istituto Italo-Latino Americano, 1998
- Haiti attraverso la sua letteratura, Rome, Istituto Italo-Latino Americano, 2000
- La Méditerranée Caraïbe, Thionville : Passerelles no 21, automne-hiver 2000 - Numéro spécial consacré à 35 auteurs et critiques de la Caraïbe francophone, hispanophone et anglophone.
- Les Peintres du vodou – I pittori del vudù, Catalogue bilingue de l'exposition du même nom, Rome, Istituto Italo-Latino Americano/Edizioni Diagonale, 2001